# Octobre 1970

## Évènements
- Invoquant des raisons économiques, le président de l’Ouganda Milton Obote fait expulser 60 000 Kényans de son pays.
- Parution de l'album Atom Heart Mother, le cinquième du groupe de rock progressif anglais Pink Floyd.

- 4 octobre : mort tragique de la chanteuse Janis Joplin à la suite d'une surdose d'héroïne à Los Angeles.

- 5 octobre, Crise d'octobre au Québec : le Front de libération du Québec (FLQ) kidnappe le diplomate britannique James Richard Cross.

- 7 octobre (Bolivie) : le général Juan José Torres Gonzales arrive au pouvoir (fin en août 1971). Il fait assumer aux militaires la responsabilité révolutionnaire du développement national. Comme son prédécesseur, il s’oppose au libéralisme de Barrientos, procède à des nationalisations (dont celle des biens de la Gulf Petroleum Company) et adopte des mesures favorables aux syndicats. Il rencontre l’opposition de l’oligarchie et les relations avec les États-Unis se dégradent, d’autant plus que le nationalisme d’Ovando et de Torres les pousse à se rapprocher de Cuba.

- 8 octobre : proclamation au Cambodge du régime de la République khmère. Ses chefs ne contrôlent que les villes avec l'aide des États-Unis. Les campagnes tombent aux mains des Khmers rouges.

- 10 octobre :
  - Crise d'octobre au Québec : le Front de libération du Québec kidnappe le vice-Premier ministre du Québec Pierre Laporte.
  - Indépendance des îles Fidji vis-à-vis du Royaume-Uni. Ratu Sir Kamisese Mara devient Premier ministre des Fidji. Le parti de l’Alliance (composé en majorité d’autochtones fidjiens), dirige l’île jusqu’en 1987.

- 13 octobre, Crise d'octobre au Québec : élection générale néo-écossaise. Les libéraux de Gerald Regan prennent le pouvoir.

- 16 octobre, Crise d'octobre au Québec : loi martiale au Québec.

- 17 octobre, Crise d'octobre au Québec : on découvre le cadavre du vice-Premier ministre Pierre Laporte, assassiné par le FLQ (par strangulation).

- 20 octobre, France : condamnation d'Alain Geismar à dix-huit mois de prison.

- 23 octobre : à Bonneville Salt Flats, Gary Gabelich établit un nouveau record de vitesse terrestre : 1 014,52 km/h.

- 25 octobre (Formule 1) : Grand Prix automobile du Mexique.

- 26 octobre :
  - Début de la construction d’un chemin de fer de Tanzanie en Zambie (Tan-Zam) financé par la Chine communiste (fin en 1975)[1].
  - Portugal[2] : première action de l’Acção Revolucionária Armada (ARA, Action révolutionnaire armée), fondée par le Parti communiste portugais.

- 29 octobre :
  - l'épiscopat français prend position contre le commerce des armes;
  - France : Georges Pompidou relance l’idée de régionalisation.

## Naissances
- 2 octobre : Kelly Ripa, actrice américaine.
- 8 octobre : Matt Damon, acteur américain.
- 11 octobre : Erick Cortés, matador vénézuélien.
- 14 octobre : Jim Jackson, basketteur américain.
- 22 octobre : Javier Milei, économiste et homme politique argentin.
- 23 octobre : Jasmin St. Claire, actrice américaine.

## Décès
- 4 octobre : Janis Joplin, chanteuse américaine (° 19 janvier 1943).
- 7 octobre : Alphonse-Marie Parent, religieux et réformateur de l'éducation.
- 9 octobre : 
  - Edmond Michelet, homme politique français, ministre des affaires culturelles (° 8 octobre 1899).
  - Jean Giono, écrivain, scénariste et réalisateur français, membre de l'Académie Goncourt (° 30 mars 1895).
  - Louis Pasteur Vallery-Radot, médecin, membre de l'Académie française (° 3 mai 1886).
- 10 octobre : Édouard Daladier, homme politique français, ancien président du conseil (° 18 juin 1884).
- 17 octobre : Pierre Laporte (assassiné), vice-Premier ministre du Québec (° 25 février 1921).
- 18 octobre : Krim Belkacem est  assassiné par la Sécurité Militaire algérienne.
- 20 octobre : Joseph Doerflinger, pilote français, pionnier de l'aéropostale (° 24 mai 1898).